# Talang Gedabu
Talang Gedabu is een bestuurslaag in het regentschap Indragiri Hulu van de provincie Riau, Indonesië. Talang Gedabu telt 568 inwoners (volkstelling 2010).